# Moritz Heinrich Romberg
Moritz Heinrich Romberg (Meiningen, 11 novembre 1795 – Berlino, 16 giugno 1873) è stato un medico e neurologo tedesco.

## Biografia
Moritz Romberg era figlio di un mercante e studiò medicina a Berlino, dove ricevette il dottorato nel 1817 con una tesi sul rachitismo. Rimase a Vienna per motivi di studio. Romberg visse e lavorò per molti anni a Berlino-Mitte,  dal 1820 al 1845 come dottore. Nel 1830 ottenne l'abilitazione per patologia e terapia. Era a capo del Policlinico medico del Charité di Berlino e fu considerato un co-fondatore della "scuola neurologica tedesca" e fondatore della neurologia clinica come disciplina scientifica.
Il suo libro di testo sulle malattie nervose fu il primo libro di neurologia da tradurre e riemettere più frequentemente. Prende il nome da lui il test di Romberg, chiamato anche come segno rombergiano. Inoltre, la nevralgia di Obturatorius, chiamata anche sindrome di Howship-Romberg, prende il suo nome da lui e dal chirurgo inglese John Howship (1781-1841). La sindrome di Parry-Romberg prende il nome anche da Moritz Heinrich Romberg e dall'inglese Caleb Hillier Parry.
È sepolto al Cimitero di Friedrichswerder II a Berlino-Kreuzberg.

## Opere
- Lehrbuch der Nervenkrankheiten des Menschen. Berlin 1840–1846.
  - Lehrbuch der Nerven-Krankheiten des Menschen. Berlin: Duncker, 1853 (engl. Übers.: A manual of the Nervous Diseases of Man. London 1853. Übers. von Edward Sieveking)